# Yeni Álvarez
Yeni Álvarez (* in Santa Clara, Kuba) ist eine kubanisch-US-amerikanische Schauspielerin und Synchronsprecherin.

## Leben
Álvarez wurde in Kuba geboren. Als sie zehn Jahre alt war, zog die Familie über Panama nach Miami. Sie studierte am Young Actors Workshop und am Marymount Manhattan College, bevor sie 1995 ihren Bachelor of Fine Arts an der Florida International University erhielt.
Von 1999 bis 2001 verkörperte sie in 46 Episoden der Fernsehserie Los Beltrán die Rolle der Anita Beltran. Von 2008 bis 2011 spielte sie in der Fernsehserie Meister Mannys Werkzeugkiste die Rolle der Carmela Covarrubias. Sie trat immer wieder in einzelnen Episoden verschiedener Fernsehserien auf und übernahm Synchronsprechertätigkeiten in Zeichentrick- und Animationsprojekten und hatte Sprecherrollen in Videospielen.
Sie ist seit dem 24. November 2012 mit dem Schauspieler Mark DeCarlo verheiratet.

## Filmografie

### Schauspieler
- 1999–2001: Los Beltrán (Fernsehserie, 46 Episoden)
- 2000: Libertad
- 2001: Resurrection Blvd. (Fernsehserie, Episode 2x15)
- 2003: In Hot Pursuit (Kurzfilm)
- 2003: Rogues
- 2003: What Really Happened During the Cuban Missile Crisis (Kurzfilm)
- 2004: Für alle Fälle Amy (Judging Amy) (Fernsehserie, Episode 5x22)
- 2005: Without a Trace – Spurlos verschwunden (Without a Trace) (Fernsehserie, Episode 3x16)
- 2005: Summerland Beach (Fernsehserie, Episode 2x05)
- 2005: Crossing Jordan – Pathologin mit Profil (Crossing Jordan) (Fernsehserie, Episode 4x20)
- 2005: Line of Fire (Fernsehserie, Episode 1x11)
- 2005: Madam Marina (Kurzfilm)
- 2005: Left at the Rio Grande (Kurzfilm)
- 2005: Eve (Fernsehserie, Episode 3x03)
- 2005: Criminal Minds (Fernsehserie, Episode 1x05)
- 2005: Take Out
- 2008–2011: Meister Mannys Werkzeugkiste (Handy Manny) (Fernsehserie, 5 Episoden)
- 2010: Glenn Martin DDS (Fernsehserie, Episode 2x13)

### Synchronsprecher (Auswahl)
- 2000: Freedom: First Resistance (Videospiel)
- 2004: Static Shock (Zeichentrickserie, Episode 4x11)
- 2005: Total Overdose: A Gunslinger's Tale in Mexico (Videospiel)
- 2011: Ben 10: Ultimate Alien (Zeichentrickserie, Episode 3x07)
- 2012: A Gifted Man (Fernsehserie, Episode 1x11, Sprecherrolle)
- 2013: Lego Marvel Super Heroes (Videospiel)
- 2014: The Lego Movie Videogame (Videospiel)
- 2014: Monster High: Licht aus, Grusel an!  (Monster High: Frights, Camera, Action!) (Animationsfilm)
- 2015: Heroes of the Storm (Videospiel)
- 2015: Schnappt Blake (Get Blake!) (Zeichentrickserie, 2 Episoden)